# Осколочные кровоизлияния

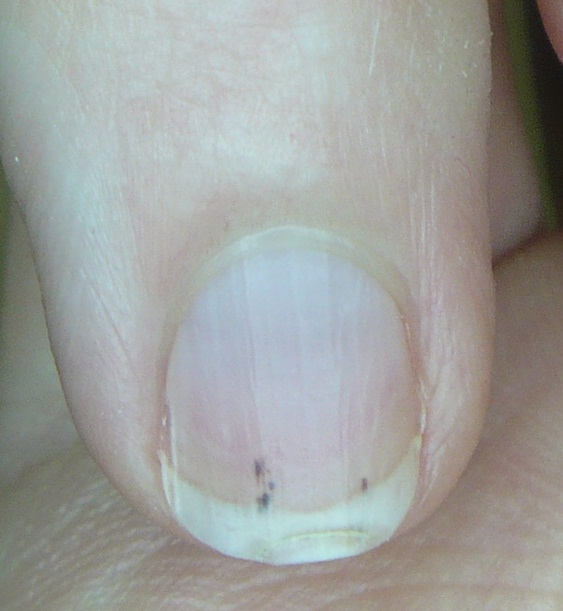
Осколочные кровоизлияния

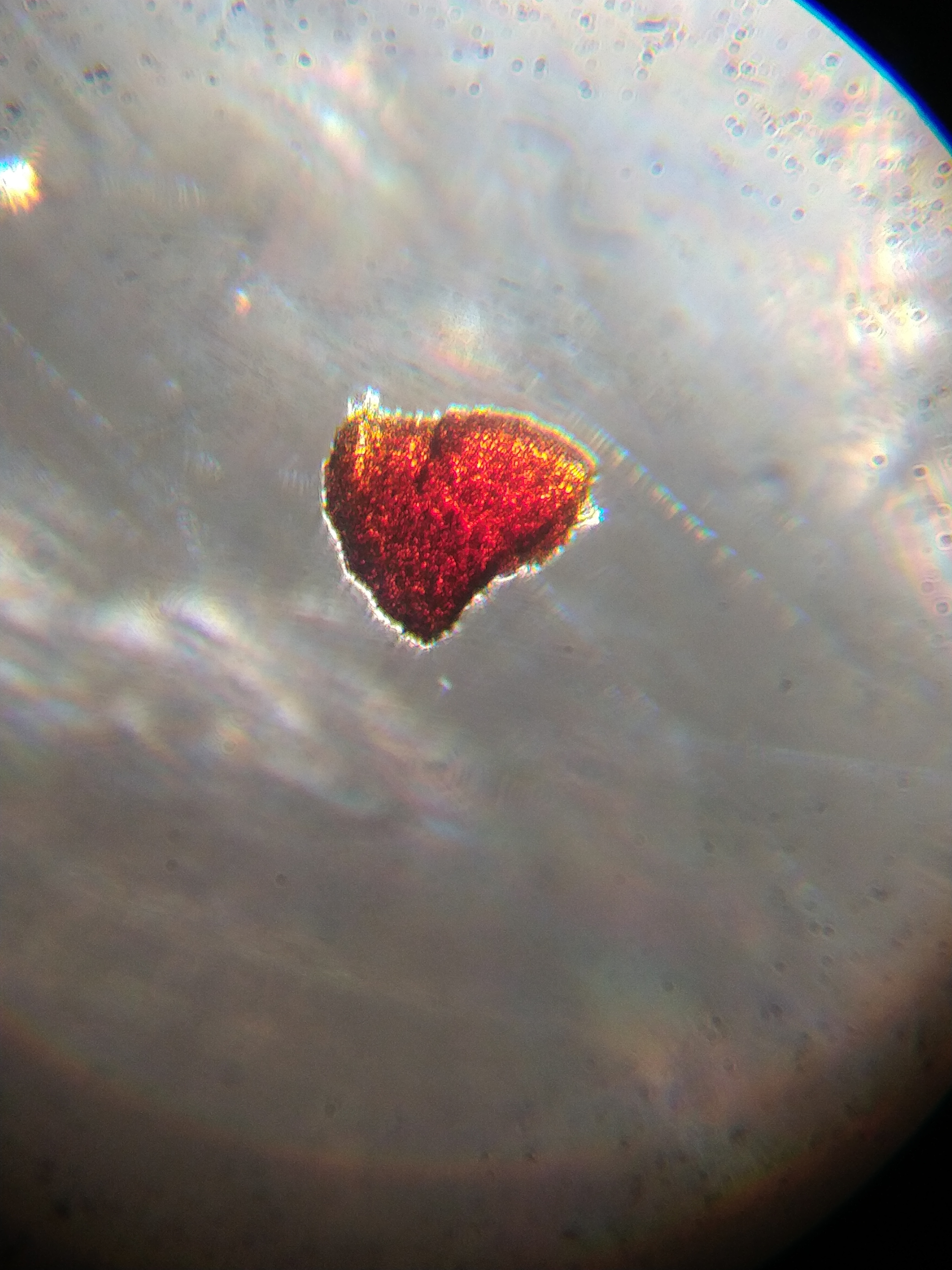
Часть ногтя с кровоизлиянием под ним, под микроскопом

Оско́лочные кровоизлия́ния — это маленькие сгустки крови под ногтями, обычно двигающиеся вертикально.
Осколочные кровоизлияния не являются специфичными для какого-то определённого состояния, и могут быть связаны с инфекционным эндокардитом, склеродермией, трихинеллёзом, системной красной волчанкой, ревматоидным артритом, псориазом, антифосфолипидным синдромом или травмой. Сначала они обычно сливового цвета, но затем за несколько дней темнеют до коричневого или чёрного.

## Причины возникновения
- Травма
- Системный васкулит
- Застрявший в капиллярах пальца фрагмент холестерина

В определённых условиях, в частности при подостром бактериальном эндокардите, тромбы могут мигрировать из поражённого сердечного клапана и оказаться в различных частях тела. Если он окажется в пальце, то возможно повреждение капилляров, в результате которого появляются осколочные кровоизлияния. Тем не менее, даже если у пациента есть инфекционный эндокардит, есть только 10%-й шанс возникновения осколочных кровоизлияний.